# 論文工場
論文工場（ろんぶんこうじょう、英語：essay mill、term paper mill）とは、出世などに論文が必要な顧客へ顧客名義の偽造論文を提供する学業不正を行うビジネスの事である。

## 概要
論文工場は、作成ルーチンに従って品質の低い論文を大量生産したり、医学の学位と就労実績のある人間を高額で雇い書かせたり、共著者枠を販売したりなど様々な方法で偽造論文を製造する。論文工場は学術誌の編集者へ賄賂を贈り親密関係となったり、論文工場の人間が学術誌の関係者ともなっている場合もある。
論文工場の需要があるのは、中国などの医療関係者の昇進に論文発表が関係するためである。
論文工場に対して、学術誌側はワーキンググループを設置したり、改変した画像を検出するソフトウェアなどを開発し対応を行っている。